# Frances Victória Velho Rodrigues
Frances Victória Velho Rodrigues, née en 1952, est une diplomate et ambassadrice du Mozambique.

## Biographie
Frances Victória Velho Rodrigues travaille au ministère des Affaires étrangères du Mozambique depuis 1977. Elle est ambassadrice du Mozambique en Belgique, au Luxembourg, aux Pays-Bas, à l'AIEA, en Autriche et en Suède. Elle a également été représentante permanente auprès des Nations unies.